# Göynükbelen, Orhaneli
Göynükbelen là một xã thuộc huyện Orhaneli, tỉnh Bursa, Thổ Nhĩ Kỳ. Dân số thời điểm năm 2011 là 1.528 người.